# Себастіан Ларссон
Себа́стіан Ла́рссон (швед. Sebastian Larsson, нар. 6 червня 1985, Ескільстуна) — шведський футболіст, півзахисник шведського клубу АІК.

## Клубна кар'єра

### «Арсенал»
Вихованець юнацьких команд футбольних клубів з рідного міста Ескільстуни. 2001 року 16-річний юнак отримав пропозицію продовжити займатися футболом в академії лондонського «Арсенала» і переїхав до Англії.
У дорослому футболі дебютував 2004 року виступами за команду клубу «Арсенал», в якій провів два сезони, взявши участь лише у 3 матчах чемпіонату.

### «Бірмінгем Сіті»
2006 року гравця, що практично не потрапляв до головної команди «канонірів», було віддано в оренду до іншого англійського клубу, «Бірмінгем Сіті». За рік, у 2007, бірмінгемська команда викупила трансфер шведа. Відіграв за команду з Бірмінгема загалом п'ять сезонів своєї ігрової кар'єри. Від самого приходу до «Бірмінгем Сіті» був основним гравцем команди.

### «Сандерленд»
До складу «Сандерленда» приєднався 2011 року. За шість сезонів відіграв за цю команду	176 матчів в Прем'єр-лізі, забивши 12 голів. Найвищим досягненням з клубом став фінал Кубка Футбольної ліги у сезоні 2013/14, де у вирішальній грі команда разом зі шведом поступилась «Манчестер Сіті» (3:1).

### «Галл Сіті»
9 серпня 2017 року Ларссон, який перебував у статусі вільного агента, уклав однорічну угоду з «Галл Сіті».

## Виступи за збірні
Протягом 2004—2006 років залучався до складу молодіжної збірної Швеції. На молодіжному рівні зіграв у 12 офіційних матчах.
У лютому 2008 року дебютував в офіційних матчах у складі національної збірної Швеції. Того ж року у складі збірної був учасником чемпіонату Європи 2008 року в Австрії та Швейцарії. Після цього зіграв і на двох наступних європейських першостях 2012 та 2016 року. Після цього був учасником чемпіонату світу 2018 року у Росії. Наразі провів у формі головної команди країни 108 матчів, забивши 6 голів.
| Дата       | Місто       | Господарі         | Результат               | Гості                | Турнір             | Голи | Примітки |
| ---------- | ----------- | ----------------- | ----------------------- | -------------------- | ------------------ | ---- | -------- |
| 06-02-2008 | Стамбул     | Туреччина         | 0 – 0                   | Швеція               | товариський матч   | -    |          |
| 26-03-2008 | Лондон      | Швеція            | 0 – 1                   | Бразилія             | товариський матч   | -    | 80'      |
| 26-05-2008 | Гетеборг    | Швеція            | 1 – 0                   | Словенія             | товариський матч   | -    | 78'      |
| 01-06-2008 | Стокгольм   | Швеція            | 0 – 1                   | Україна              | товариський матч   | -    | 46'      |
| 14-06-2008 | Інсбрук     | Швеція            | 1 – 2                   | Іспанія              | ЧЄ 2008 - 1-й етап | -    | 79'      |
| 06-09-2008 | Тирана      | Албанія           | 0 – 0                   | Швеція               | Відбір до ЧС 2010  | -    | 6'       |
| 10-09-2008 | Стокгольм   | Швеція            | 2 – 1                   | Угорщина             | Відбір до ЧС 2010  | -    |          |
| 11-10-2008 | Стокгольм   | Швеція            | 0 – 0                   | Португалія           | Відбір до ЧС 2010  | -    |          |
| 19-11-2008 | Амстердам   | Нідерланди        | 3 – 1                   | Швеція               | товариський матч   | -    | 46'      |
| 11-02-2009 | Грац        | Австрія           | 0 – 2                   | Швеція               | товариський матч   | -    | 76'      |
| 28-03-2009 | Порт        | Португалія        | 0 – 0                   | Швеція               | Відбір до ЧС 2010  | -    | 81'      |
| 01-04-2009 | Белград     | Сербія            | 2 – 0                   | Швеція               | товариський матч   | -    |          |
| 06-06-2009 | Стокгольм   | Швеція            | 0 – 1                   | Данія                | Відбір до ЧС 2010  | -    | 80'      |
| 10-06-2009 | Гетеборг    | Швеція            | 4 – 0                   | Мальта               | Відбір до ЧС 2010  | -    | 77'      |
| 12-08-2009 | Стокгольм   | Швеція            | 1 – 0                   | Фінляндія            | товариський матч   | -    | 46'      |
| 09-09-2009 | Та-Калі     | Мальта            | 0 – 1                   | Швеція               | Відбір до ЧС 2010  | -    | 83'      |
| 10-10-2009 | Копенгаген  | Данія             | 1 – 0                   | Швеція               | Відбір до ЧС 2010  | -    | 63'      |
| 14-10-2009 | Стокгольм   | Швеція            | 4 – 1                   | Албанія              | Відбір до ЧС 2010  | -    |          |
| 18-11-2009 | Чезена      | Італія            | 1 – 0                   | Швеція               | товариський матч   | -    |          |
| 03-03-2010 | Суонсі      | Уельс             | 0 – 1                   | Швеція               | товариський матч   | -    |          |
| 29-05-2010 | Стокгольм   | Швеція            | 4 – 2                   | Боснія і Герцеговина | товариський матч   | -    |          |
| 02-06-2010 | Мінськ      | Білорусь          | 0 – 1                   | Швеція               | товариський матч   | -    |          |
| 11-08-2010 | Стокгольм   | Швеція            | 3 – 0                   | Шотландія            | товариський матч   | -    | 46'      |
| 03-09-2010 | Стокгольм   | Швеція            | 2 – 0                   | Угорщина             | Відбір до ЧЄ 2012  | -    | 49'      |
| 07-09-2010 | Мальме      | Швеція            | 6 – 0                   | Сан-Марино           | Відбір до ЧЄ 2012  | -    |          |
| 12-10-2010 | Амстердам   | Нідерланди        | 4 – 1                   | Швеція               | Відбір до ЧЄ 2012  | -    | 49'      |
| 17-11-2010 | Гетеборг    | Швеція            | 0 – 0                   | Німеччина            | товариський матч   | -    |          |
| 09-02-2011 | Нікосія     | Швеція            | 1 – 1 д.ч. (5 – 6 п.п.) | Україна              | товариський матч   | -    |          |
| 29-03-2011 | Стокгольм   | Швеція            | 2 – 1                   | Молдова              | Відбір до ЧЄ 2012  | 1    |          |
| 03-06-2011 | Кишинів     | Молдова           | 1 – 4                   | Швеція               | Відбір до ЧЄ 2012  | -    |          |
| 07-06-2011 | Стокгольм   | Швеція            | 5 – 0                   | Фінляндія            | Відбір до ЧЄ 2012  | -    | 89'      |
| 10-08-2011 | Харків      | Україна           | 0 – 1                   | Швеція               | товариський матч   | -    | 60'      |
| 02-09-2011 | Будапешт    | Угорщина          | 2 – 1                   | Швеція               | Відбір до ЧЄ 2012  | -    | 68'      |
| 06-09-2011 | Серравалле  | Сан-Марино        | 0 – 5                   | Швеція               | Відбір до ЧЄ 2012  | -    | 57'      |
| 07-10-2011 | Гельсінкі   | Фінляндія         | 1 – 2                   | Швеція               | Відбір до ЧЄ 2012  | 1    | 68'      |
| 11-10-2011 | Стокгольм   | Швеція            | 3 – 2                   | Нідерланди           | Відбір до ЧЄ 2012  | 1    |          |
| 11-11-2011 | Копенгаген  | Данія             | 2 – 0                   | Швеція               | товариський матч   | -    | 90+3'    |
| 15-11-2011 | Лондон      | Англія            | 1 – 0                   | Швеція               | товариський матч   | -    |          |
| 29-02-2012 | Загреб      | Хорватія          | 1 – 3                   | Швеція               | товариський матч   | 2    | 46'      |
| 30-05-2012 | Гетеборг    | Швеція            | 3 – 2                   | Ісландія             | товариський матч   | -    | 46'      |
| 05-06-2012 | Стокгольм   | Швеція            | 2 – 1                   | Сербія               | товариський матч   | -    | 86'      |
| 11-06-2012 | Київ        | Україна           | 2 – 1                   | Швеція               | ЧЄ 2012 - 1-й етап | -    | 68'      |
| 15-06-2012 | Київ        | Швеція            | 2 – 3                   | Англія               | ЧЄ 2012 - 1-й етап | -    |          |
| 19-06-2012 | Київ        | Швеція            | 2 – 0                   | Франція              | ЧЄ 2012 - 1-й етап | 1    |          |
| 15-08-2012 | Стокгольм   | Швеція            | 0 – 3                   | Бразилія             | товариський матч   | -    | 12'      |
| 06-09-2012 | Гельсінборг | Швеція            | 1 – 0                   | КНР                  | товариський матч   | -    |          |
| 11-09-2012 | Мальме      | Швеція            | 2 – 0                   | Казахстан            | Відбір до ЧС 2014  | -    |          |
| 12-10-2012 | Торсгавн    | Фарерські острови | 1 – 2                   | Швеція               | Відбір до ЧС 2014  | -    |          |
| 16-10-2012 | Берлін      | Німеччина         | 4 – 4                   | Швеція               | Відбір до ЧС 2014  | -    | 78'      |
| 14-11-2012 | Стокгольм   | Швеція            | 4 – 2                   | Англія               | товариський матч   | -    | 86'      |
| 06-02-2013 | Стокгольм   | Швеція            | 2 – 3                   | Аргентина            | товариський матч   | -    |          |
| 22-03-2013 | Стокгольм   | Швеція            | 0 – 0                   | Ірландія             | Відбір до ЧС 2014  | -    | 87'      |
| 03-06-2013 | Мальме      | Швеція            | 1 – 0                   | Північна Македонія   | товариський матч   | -    | 75'      |
| 07-06-2013 | Відень      | Австрія           | 2 – 1                   | Швеція               | Відбір до ЧС 2014  | -    |          |
| 11-06-2013 | Стокгольм   | Швеція            | 2 – 0                   | Фарерські острови    | Відбір до ЧС 2014  | -    | 63'      |
| 14-08-2013 | Стокгольм   | Швеція            | 4 – 2                   | Норвегія             | товариський матч   | -    | 65'      |
| 06-09-2013 | Дублін      | Ірландія          | 1 – 2                   | Швеція               | Відбір до ЧС 2014  | -    |          |
| 10-09-2013 | Астана      | Казахстан         | 0 – 1                   | Швеція               | Відбір до ЧС 2014  | -    | 70'      |
| 11-10-2013 | Стокгольм   | Швеція            | 2 – 1                   | Австрія              | Відбір до ЧС 2014  | -    |          |
| 15-10-2013 | Стокгольм   | Швеція            | 3 – 5                   | Німеччина            | Відбір до ЧС 2014  | -    | кап.     |
| 15-11-2013 | Лісабон     | Португалія        | 1 – 0                   | Швеція               | Відбір до ЧС 2014  | -    | 71'      |
| 19-11-2013 | Стокгольм   | Швеція            | 2 – 3                   | Португалія           | Відбір до ЧС 2014  | -    | 90'      |
| 05-03-2014 | Анкара      | Туреччина         | 2 – 1                   | Швеція               | товариський матч   | -    |          |
| 28-05-2014 | Копенгаген  | Данія             | 1 – 0                   | Швеція               | товариський матч   | -    |          |
| 01-06-2014 | Стокгольм   | Швеція            | 0 – 2                   | Бельгія              | товариський матч   | -    |          |
| 04-09-2014 | Стокгольм   | Швеція            | 2 – 0                   | Естонія              | товариський матч   | -    |          |
| 08-09-2014 | Відень      | Австрія           | 1 – 1                   | Швеція               | Відбір до ЧЄ 2016  | -    | 59'      |
| Усього     |             | Матчів            | 67                      |                      | Голів              | 6    |          |

## Титули і досягнення
- Володар Кубка Футбольної ліги (1):

«Бірмінгем Сіті»: 2010-11